# Saint Lucia címere

Saint Lucia címere egy kék pajzs, amelyet két egymást keresztező sárga bambusznád osztott négy részre. A bambuszok találkozásánál egy dobot helyeztek el. Az első és negyedik részen egy-egy rózsát helyeztek el, míg a második és harmadik negyeden egy-egy sárga liliom látható. A rózsák a Tudor-házat, a liliomok pedig a franciákat jelképezik. A pajzsot két zöld papagáj tartja, felül egy sisak és sisakdísz, valamint egy égő fáklyát tartó kar díszíti. Alul sárga szalagra írták az ország mottóját: „The Land, The People, The Light” (Az ország, a nép, a fény).